# Liste der Kulturdenkmale in Techelsdorf
In der Liste der Kulturdenkmale in Techelsdorf sind alle Kulturdenkmale der schleswig-holsteinischen Gemeinde Techelsdorf (Kreis Rendsburg-Eckernförde) aufgelistet (Stand: 14. April 2025).
Die Bodendenkmale sind in der Liste der Bodendenkmale in Techelsdorf aufgeführt.

## Legende
In den Spalten befinden sich folgende Informationen:
- Objekt-ID: die Nummer des Kulturdenkmales
- Lage: die Adresse des Kulturdenkmales und die geographischen Koordinaten. Kartenansicht, um Koordinaten zu setzen. In der Kartenansicht sind Kulturdenkmale ohne Koordinaten mit einem roten Marker dargestellt und können in der Karte gesetzt werden. Kulturdenkmale ohne Bild sind mit einem blauen Marker gekennzeichnet, Kulturdenkmale mit Bild mit einem grünen Marker.
- Offizielle Bezeichnung: Bezeichnung des Kulturdenkmales
- Beschreibung: die Beschreibung des Kulturdenkmales
- Bild: ein Bild des Kulturdenkmales

## Bauliche Anlagen
| Objekt-ID     | Lage                                                             | Offizielle Bezeichnung           | Beschreibung | Bild                             |
| ------------- | ---------------------------------------------------------------- | -------------------------------- | --- | -------------------------------- |
| 9216 Wikidata | Alter Schulweg 15 – 17 (54° 12′ 57″ N, 10° 2′ 39″ O)             | Fachhallenhaus (ehem. Schulhaus) | Fachhallenhaus; Ende 18. Jh.; eingeschossiger Fachwerkbau mit Walm- bzw. Halbwalmdach, Außenwände und Querflügel Ende 19. Jh. vermutlich im Zuge einer Nutzung als Schule in Backstein aufgeführt, Innenkonstruktion erhalten - Begründung: geschichtlich, Kulturlandschaft prägend - Schutzumfang: Fachhallenhaus (ehem. Schulhaus), Stall - Denkmaltyp: Bauliche Anlage | Fotos hochladen                  |
| 8264 Wikidata | zwischen Techelsdorf und Grevenkrug (54° 12′ 56″ N, 10° 2′ 4″ O) | Fußgängerbrücke                  | Alteintragung (Aktualisierung vorgesehen) - Begründung: Alteintragung (Aktualisierung vorgesehen) - Schutzumfang: Alteintragung (Aktualisierung vorgesehen) - Denkmaltyp: Bauliche Anlage | weitere Fotos \| Fotos hochladen |

## Quelle
- Liste der Kulturdenkmale in Schleswig-Holstein – Kreis Rendsburg-Eckernförde

- Karte mit allen Koordinaten:
- OSM |
- WikiMap